# Jacques Chazot
Pour les articles homonymes, voir Chazot (homonymie).
Ne doit pas être confondu avec Jacques Chabot ou Jacques Cazotte.
Jacques Chazot, né le 25 septembre 1928 à Locmiquélic (Morbihan) et mort le 12 juillet 1993 à Monthyon, est un danseur étoile français, également écrivain, acteur et mondain parisien.

## Biographie
Fils d'Eugène Chazot, industriel et d'Helvina Le Padellec (1909-1991), boulangère à Locmiquélic, il passe par l'école de Sainte-Geneviève-des-Bois (Essonne) avant de devenir, en 1945, modèle à Montparnasse.
Il entre à l'école de ballet à l'Opéra de Paris en 1947 où il devient danseur-étoile. En 1956, il intègre l'Opéra-comique. La même année, il publie Les Carnets de Marie-Chantal, créant un personnage devenu l'archétype du snobisme.
Il a créé le personnage satirique de Marie-Chantal, que Claude Chabrol a adapté au cinéma en 1965 dans le film Marie-Chantal contre Dr Kha. 
Jacques Chazot, très présent dans la sphère mondaine parisienne, ne faisait pas mystère de son homosexualité. Il adoptait même parfois une attitude provocatrice et revendicative, en surjouant l'efféminement, et appelait Thierry Le Luron « le bébé que je n'ai pas eu ».
Jacques Chazot fut, entre autres, l'ami de Françoise Sagan, Juliette Gréco, Régine, Coco Chanel, Annabel Buffet, Claude Bessy, Hassan II et François Mauriac qui disait de lui : « de tous mes amis celui qui tourne le mieux sur lui-même et le plus vite, et qui a le plus de cheveux, mais aussi le plus de gentillesse et de grâce. »
Le 15 avril 1972, Maritie Carpentier et Gilbert Carpentier lui consacrent un Top à..., émission habituellement consacrée à des chanteurs.
Très présent dans le paysage audiovisuel français, qu'il occupait par sa drôlerie et son recul par rapport à son propre personnage, il a participé à de nombreuses reprises à l'émission Les Grosses Têtes, comme sociétaire, dans les années 1980, ainsi qu'à quelques films.
Faisant face à des problèmes fiscaux, atteint d'un cancer de la gorge provoqué par son tabagisme, il passe les dernières années de sa vie au château de Monthyon, appartenant à Jean-Claude Brialy.
Il est inhumé au cimetière de Monthyon.
Après sa disparition, Pierre Bergé a remis au nom de Jacques Chazot au Musée de la Vie romantique un ensemble significatif d'œuvres sur papier et de souvenirs divers que celui-ci avait réunis sur le thème du romantisme (George Sand, La Malibran, Rachel, etc.).

## Filmographie
- 1978 : Les Bidasses au pensionnat de Michel Vocoret : le lieutenant Collard
- 1982 : Qu'est-ce qui fait craquer les filles... de Michel Vocoret : lui-même
- 1983 : L'Été de nos quinze ans de Marcel Jullian : le danseur

## Exposition - Hommage
- Jacques Chazot : Souvenirs d'un parisien, musée de la Vie romantique, Hôtel Scheffer-Renan, Paris, 1995